# Schizobopyrina brachytelson
Schizobopyrina brachytelson är en kräftdjursart som först beskrevs av Hugo Frederik Nierstrasz och Brender à Brandis 1923.  Schizobopyrina brachytelson ingår i släktet Schizobopyrina och familjen Bopyridae. Inga underarter finns listade i Catalogue of Life.